# Giuliano di Antiochia
Giuliano (... – 476) fu Patriarca di Antiochia dal 471 al 476 durante la controversia monofisita.

## Biografia
Di stretta osservanza calcedoniana (nella persona di Gesù Cristo convengono due nature, quella umana e quella divina), nel 471 fu eletto patriarca dopo la condanna di Pietro Fullo, che aveva aderito al monofisismo.

Nel 476 il trono imperiale fu usurpato da Basilisco, che aderì all'eresia monofisita e reinsediò Pietro Fullo.

Giuliano, deposto, morì poco tempo dopo.